# Monasterio cisterciense Stična
El monasterio cisterciense de Stična está situado al sureste de Eslovenia, en la región de Dolenjska. Se trata del monasterio cisterciense más antiguo y el único aún en activo del país, considerado además uno de sus grandes monumentos históricos, culturales, religiosos y arquitectónicos.

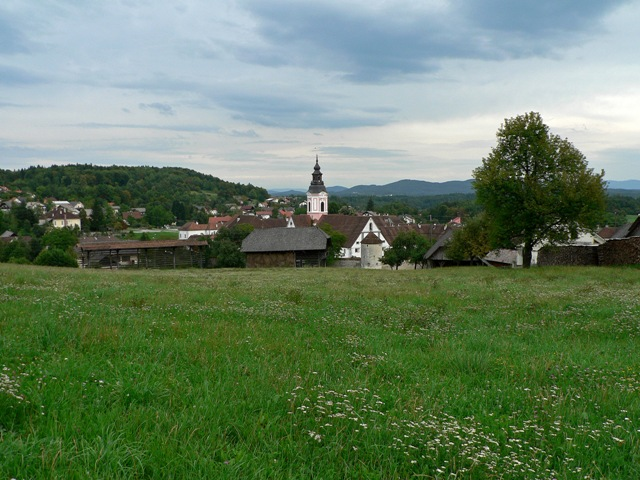
Monasterio cisterciense de Stična

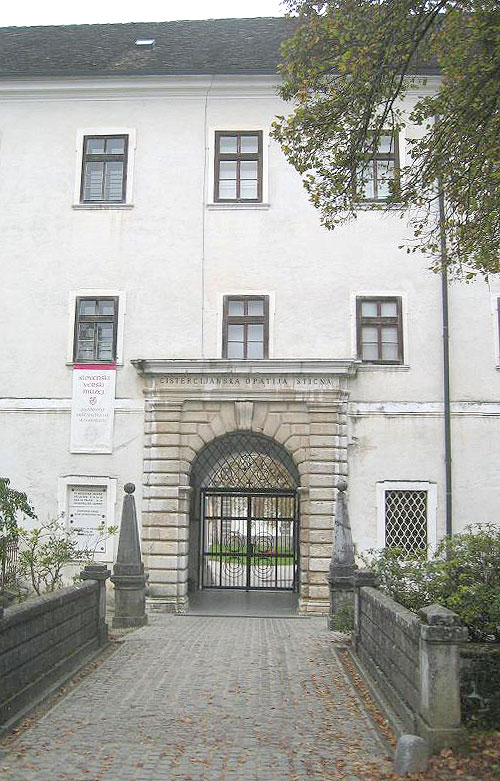
Portada del monasterio de Stična

## Historia
El monasterio cisterciense de Stična fue fundado en 1136 por el que fue patriarca de Aquilea entre 1130 y 1161, Pelegrino I. Los primeros monjes llegaron de Borgoña en 1132, junto con arquitecto francés Michael, que responsable de la construcción del todo complejo monástico. Edificó una amplia basílica románica de piedra con cuatro naves y cinco ábsides y un claustro con una sala principal y edificios auxiliares. La iglesia era el santuario más grande de todo el territorio. La biblioteca del monasterio guardó valiosos manuscritos, escritos en latín medieval (ss. XII y XIII). En el monasterio de Stična, en 1428, se escribió un importante manuscrito sobre la lengua eslovena, fue uno de los primeros textos escritos en esa lengua. Con el desarrollo de la propiedad, fueron surgiendo otras instalaciones: edificios de viviendas, graneros, molinos y establos. El monasterio fue dotado de una muralla y numerosas torres, con lo cual se buscaba la defensa ante los ataques de los turcos. En 1784 el monasterio fue suprimido tras las reformas de José II. Los monjes volvieron al monasterio en 1898 y aún hoy continúan con su tradición centenaria.

## Misión de los monjes cistercienses
Actualmente 14 monjes viven en el monasterio y continúan con su tradición de siglos en el espíritu cisterciense: Ora et labora, que implica el cuidado del crecimiento espiritual en la parroquia, la escritura de libros y publicaciones espirituales, el trabajo físico en el jardín y la huerta, el mantenimiento del canto gregoriano. La farmacia del monasterio, al igual que la biblioteca, fue reconstruida en el siglo XX por Simon Asič, curandero experto en hierbas.

## Arquitectura
Las características arquitectónicas del complejo del monasterio reflejan los principales estilos arquitectónicos europeos, desde el Románico y Gótico hasta al Renacimiento y el Barroco. A lo largo de los siglos, el monasterio ha ido cambiando su aspecto exterior. Hasta hoy se conserva la parte más antigua del monasterio, que es el claustro y la iglesia de la abadía. 

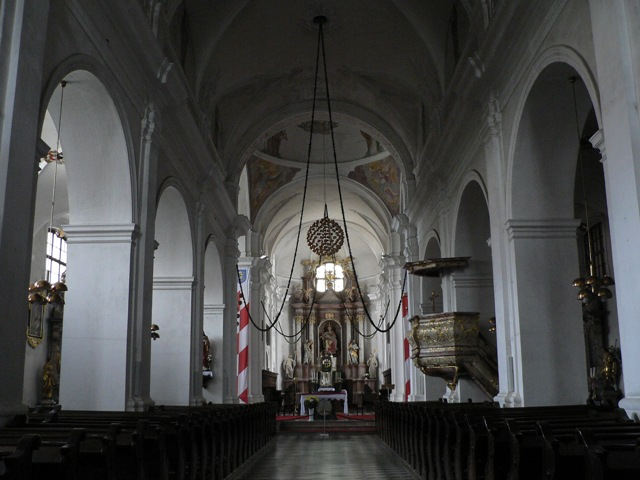
Basílica de la "Madre dolorosa de Dios"

### Basílica de la "Madre dolorosa de Dios"
La iglesia fue construida en el siglo XII como basílica románica, con columnas de tres naves y ábsides semicirculares hacia el este. En el siglo XVII, bajo la guía del abad Jakob Reinprecht (1603-1626) la iglesia románica fue reconstruida en estilo barroco. El exterior y el interior han cambiado por completo y el edificio fue reducido por un arco. La segunda renovación barroca de la iglesia tuvo lugar durante la época del abad Viljem Kovačič (1734-1764). Después de las reformas del emperador José II en el siglo XVIII, la iglesia se convirtió en una parroquia. En 1936 fue proclamada basílica. La nave principal de la iglesia actual tiene 62,3 m de largo y 18 m de ancho. El altar mayor está consagrado a la Madre Dolorosa de Dios.

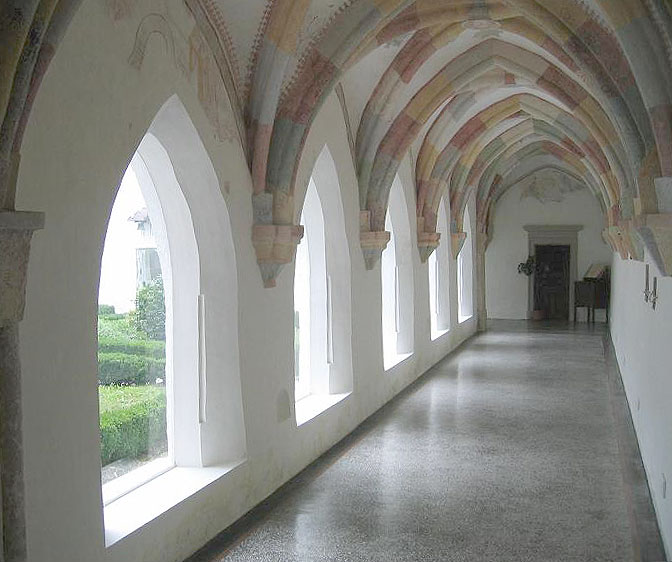
Una galería del claustro

### Claustro
La zona central del complejo de Stična está situado el claustro. Está compuesto de cuatro galerías que forman un cuadrado alrededor del jardín que hay en el centro. El claustro cambió considerablemente en 1230, cuando se construyeron bóvedas góticas. En períodos posteriores, especialmente en el barroco, se hicieron sólo pequeños cambios a su estructura, por eso el claustro sigue siendo uno de los claustros góticos de mayor esplendor de toda Eslovenia. Durante la Edad Media, fue decorado con frescos de varias épocas, los murales más importantes fueron pintados en el siglo XV por el distinguido pintor Janez Ljubljanski. De acuerdo con la Regla de la Orden Cisterciense, las salas de todo el claustro, fueron ordenadas en un orden específico. Lo más importante en el ala oeste es el capítulo, donde los monjes tomaban las decisiones importantes, mientras que el más importante en el ala sur está el refectorio, la sala de comedor. 

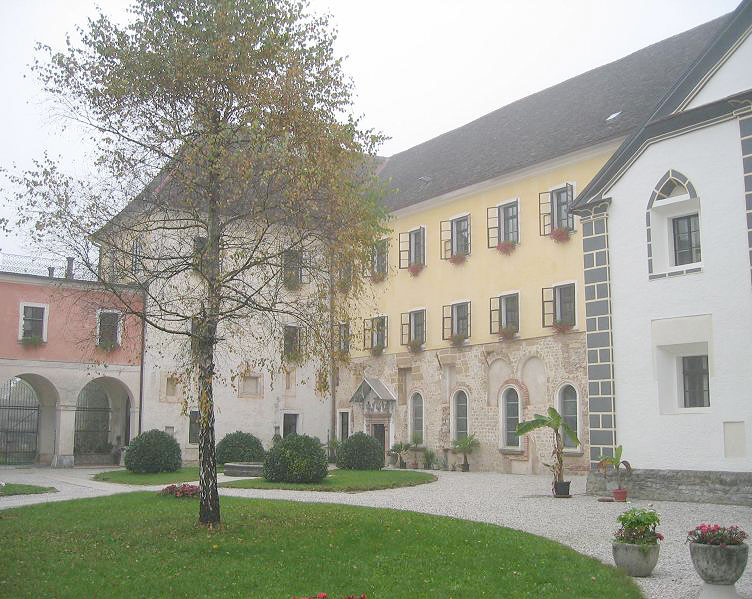
Jardín del monasterio de Stična

## Museo esloveno del cristianismo
El Museo esloveno del cristianismo fue fundado en 1991 en la abadía de Stična. Hoy el museo ocupa unos 2.000 metros cuadrados de espacio dentro de un edificio renacentista-barroco. El museo muestra una colección permanente sobre la historia del Monasterio de Stična y los capítulos más importantes en la historia de la religión católica en las zonas habitadas de Eslovenia, así como una serie de obras de arte sacro, como manuscritos de los siglos XII y XIII. Los visitantes pueden ver la galería del pintor y fraile Gabrijel Humek y la exposición y el herbolario del padre Simon Ašič. También se puede ver partes del monasterio que están abiertas al público, entre ellas la basílica. Además, el monasterio tiene una pequeña tienda de libros, recuerdos y productos del monasterio.